# Robert Góralczyk (trener)
Robert Góralczyk (ur. 1 sierpnia 1974 w Chorzowie) – polski trener piłki nożnej.

## Życiorys
Ukończył katowicką AWF jako magister wychowania fizycznego, a następnie zdobywał kolejne licencje – w 2009 r. doszedł do poziomu UEFA Pro. Niezależnie od pracy trenerskiej jest pracownikiem dydaktyczno-naukowym Zakładu Piłki Nożnej AWF Katowice.
Był asystentem trenera Polonii Bytom Michała Probierza i prowadził futsalowe Jango Katowice, z którym zajął 3. miejsce w ekstraklasie i zdobył Puchar Polski. Na przełomie 2008 i 2009, przez dziewięć miesięcy, związany był z drugoligowym Przebojem Wolbrom.
W czerwcu 2009 r. został trenerem kobiecej reprezentacji Polski, wcześniej trenował reprezentacje kobiet do lat 17 i 19 (7. miejsce na ME w Islandii w 2007). Od 13 grudnia 2010 do 24 maja 2011 był trenerem Polonii Bytom. Od 21 czerwca 2011 do 30 czerwca 2011 nieformalnie trener II ligowego Zagłębia Sosnowiec. Był również asystentem trenera Rafała Góraka w GKS Katowice.
8 października 2018 został pierwszym trenerem III-ligowego Motoru Lublin. Pracę na tym stanowisku zakończył 30 czerwca 2019 a 1 lipca tego roku objął funkcję dyrektora sportowego GKS Katowice.